# Рыбы-детритофаги

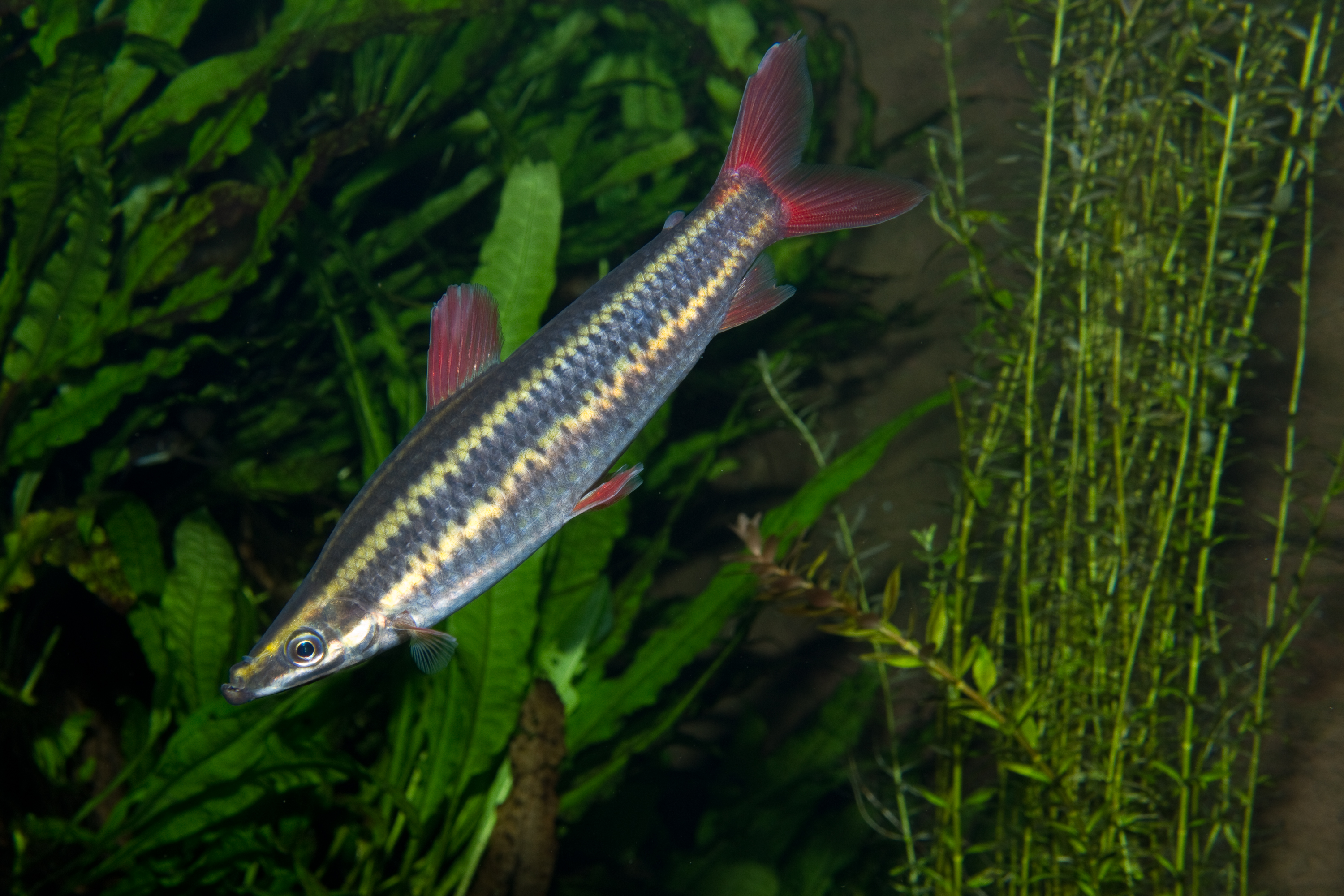
Полосатый аностомус Anostomus anostomus

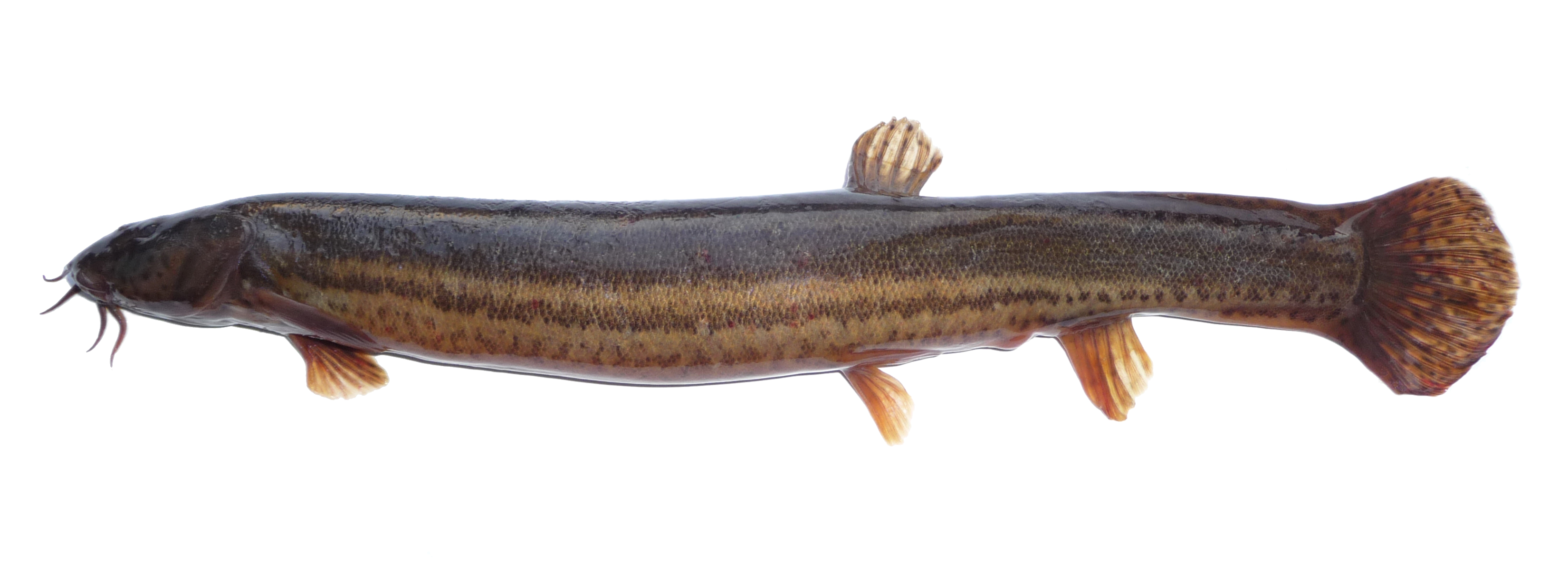
Обыкновенный вьюн Misgurnus fossilis

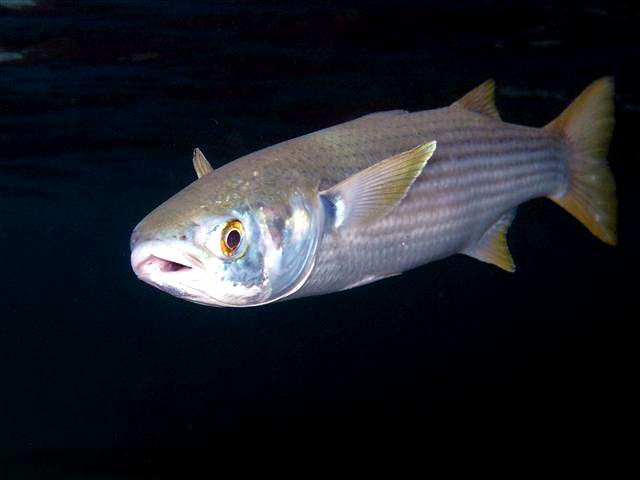
Лобан Mugil cephalus

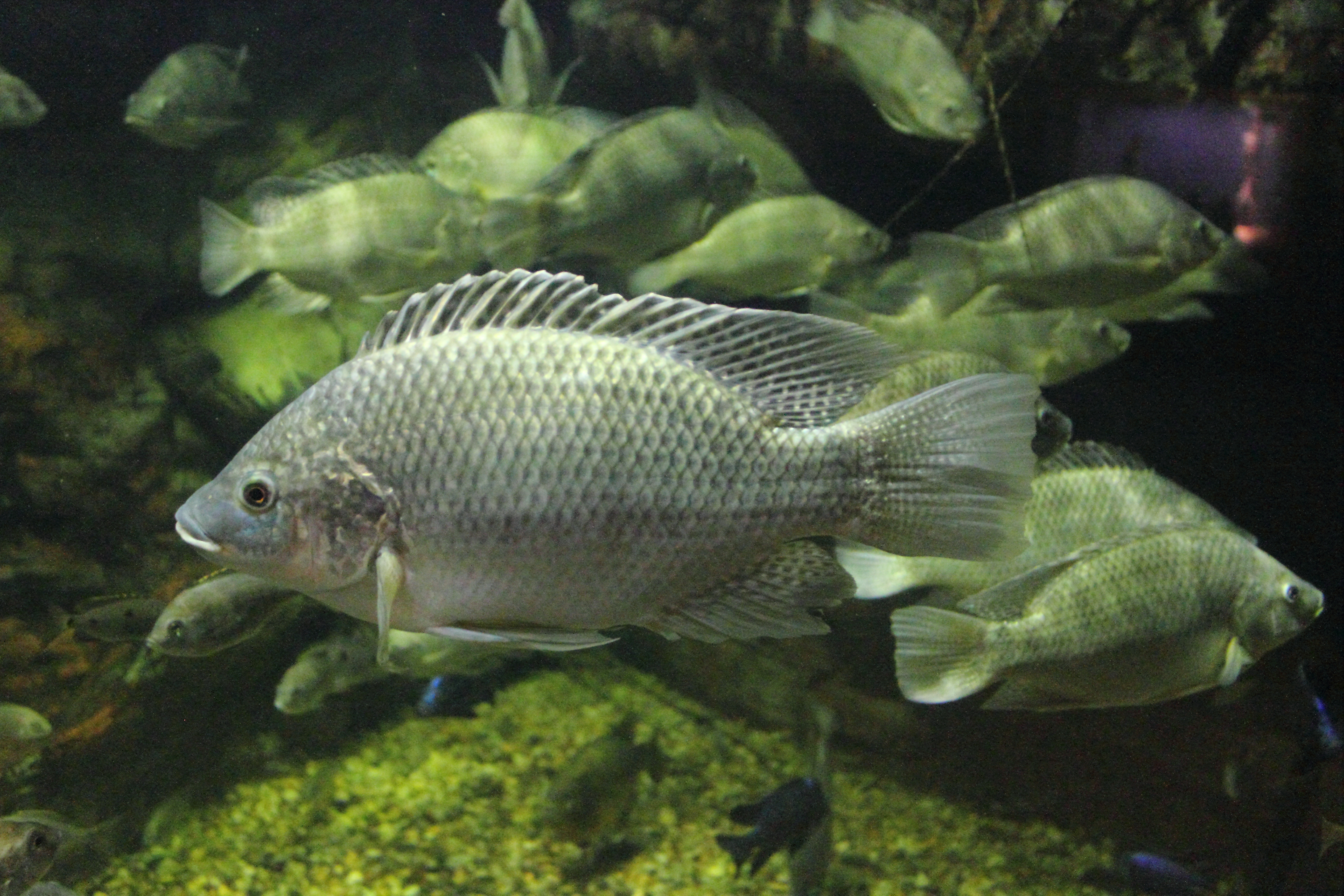
Мозамбикская тиляпия Oreochromis mossambicus

Рыбы-детритофаги — рыбы, которым свойственна детритофагия, т. е. питающиеся детритом. Термин 
«детритофаг» представляет собой сложное слово и происходит от двух слов — латинского «лат. detritis» — распад и греческого греч. φάγος «пожиратель».
Детритоядные рыбы — это мирные морские и пресноводные рыбы-микрофаги, главным образом донные или придонные, мелких (10—20 см) и средних или относительно крупных размеров (20—100 см общей длины). Многие виды южноамериканских хараксообразных детритофагов, такие как аностомовые (семейство Anostomidae) и хилодонтовые (семейство Chilodontidae), постоянно плавают под углом к горизонтали, головой вниз, отчего получили своё английское название — «рыбы, стоящие на голове» (headstanders).

## Строение рта
Рот всасывающий, выдвижной или невыдвижной, обычно нижний или полунижний, с утолщёнными губами. Иногда вокруг рта имеется от одной до нескольких пар чувствительных усиков, помогающих в поиске пищи, как у вьюновых (отряд Карпообразные Cypriniformes). Челюстные зубы могут отсутствовать, как у карпообразных или харксообразных куриматовых (семейство Curimatidae), или имеются очень мелкие зубы, как у хараксообразных прохилодонтовых (семейство Prochilodontidae).

## Желудок
Иногда желудок может отсутствовать, как у карпообразных, либо быть обычным однокамерным, как у большинства рыб, или двухкамерным, как у кефалей (семейство Кефалевые).

## Кишечник
У безжелудочных рыб и видов с обычным желудком кишечник длинный, обычно в 2—4 раза превышающий длину рыбы, у рыб с двухкамерным желудком кишечник может превышать длину тела в 6,5 раз.

## Виды
К узкоспециализированным рыбам-стенофагам, питающимся исключительно детритом, или к видам, в питании которых детрит играет важную роль, относятся такие бентофаги, как пескоройки — личинки миног (отряд Миногообразные Petromyzontiformes), карпообразные — частично детритоядные обыкновенный карась Carassius carassius (семейство Карповые), в значительной мере питающиеся детритом обыкновенный вьюн  (Misgurnus fossilis) и щиповки родов Cobitis и Sabanejewia (семейство вьюновые), упомянутые выше хараксообразные южноамериканские рыбы, например, полосатый аностомус Anostomus anostomus (семейство Аностомовые), Potamorhina altamazonica (семейство Куриматовые) и африканская лунная рыба Citharinus citharus (семейство Цитариновые Citharinidae), европейские и дальневосточная кефали — лобан Mugil cephalus, сингиль Liza aurata, остронос L. saliens, пиленгас L. haematocheilus, обитающие в мангровых зарослях Флориды Карпозубообразные (отряд Cyprinodontiformes) — пёстрый ципринодон Cyprinodon variegatus (семейство Карпозубовые Cyprinodontidae) и в значительной мере мозамбикская тиляпия Oreochromis mossambicus (семейство Цихловые) и многие другие.